# Nicholle Tom

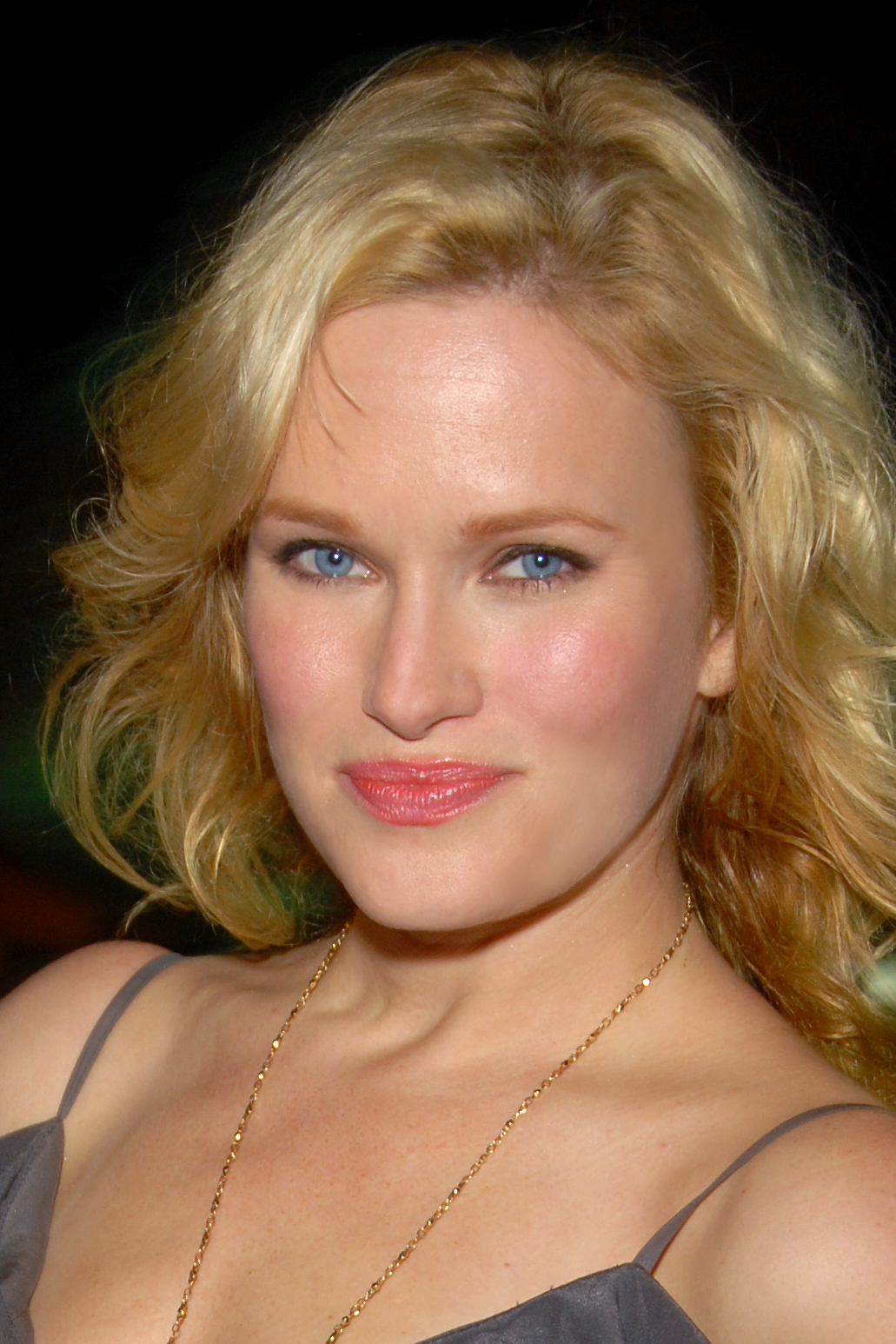
Nicholle Tom (2009)

Nicholle Tom (* 23. März 1978 in Hinsdale, Illinois) ist eine US-amerikanische Schauspielerin. 

## Leben
Tom begann ihre Karriere im Alter von acht Jahren in Chicago, wo sie mit ihrem Zwillingsbruder David in Anzeigen und Werbespots auftrat. Ihre Familie zog kurz darauf nach Seattle. Auch dort konnte man sie weiterhin mit David und ihrer älteren Schwester Heather in Werbespots sehen. Später zog ihre Familie nach Los Angeles, wo sie am Strasberg Institute Kurse belegte. Kurz darauf spielte sie die Rolle der ältesten Tochter in den Filmen Ein Hund namens Beethoven sowie Eine Familie namens Beethoven. Sie synchronisierte auch ihre Rolle als Ryce in der später erschienenen Trickfilmvariante des Films. Außerdem hatte sie Gastrollen in den Serien Beverly Hills, 90210 und Der Prinz von Bel Air. Sie spielte in der Serie Die Nanny mit, in der sie die Rolle der ältesten Tochter Maggie Sheffield verkörperte und damit einen noch größeren Bekanntheitsgrad erreichte.
Toms Schwester Heather spielt in Reich und Schön, ihr Zwillingsbruder David wirkte in den Filmen Stay Tuned und Swing Kids mit. 2001 hatte sie in dem Film Plötzlich Prinzessin eine kleine Nebenrolle, seitdem ist sie überwiegend als Episodendarstellerin in verschiedenen Fernsehserien zu sehen.

## Filmografie (Auswahl)
- 1987: Jim Henson Presents Mother Goose Stories (Fernsehserie)
- 1991: Der Prinz von Bel Air (Staffel 2, Folge 11)
- 1992: Ein Hund namens Beethoven (Beethoven)
- 1992: Beverly Hills, 90210 (Fernsehserie, 4 Episoden)
- 1993–1999: Die Nanny (The Nanny, Fernsehserie)
- 1993: Eine Familie namens Beethoven (Beethoven's 2nd)
- 1996: Verführung einer Minderjährigen (For My Daughter's Honor)
- 1996: What Kind of Mother Are You?
- 1997: Unwed Father
- 1999: The Sterling Chase
- 2000: Panic
- 2000: Rave
- 2000: Ice Angel (On Thin Ice)
- 2001: Robbie's Brother
- 2001: Plötzlich Prinzessin (The Princess Diaries)
- 2003: A mi amor mi dulce (Kurzfilm)
- 2004: The Book of Ruth
- 2004: The Nanny Reunion: A Nosh to Remember
- 2005: In Memory of My Father
- 2006: Bottoms Up
- 2006: Die Liga der Gerechten (Justice League Unlimited, Fernsehserie, 7 Episoden)
- 2006: Windfall (Fernsehserie, 3 Episoden)
- 2006–2007: The Minor Accomplishments of Jackie Woodman (Fernsehserie, 16 Episoden)
- 2007: The Wedding Bells (Fernsehserie, 2 Episoden)
- 2007: Burn Notice (Fernsehserie, Episode 1x11)
- 2008: Cold Case – Kein Opfer ist je vergessen (Cold Case, Fernsehserie, Episode 5x18)
- 2008: Criminal Minds (Fernsehserie, Episode 3x14)
- 2009: Without a Trace – Spurlos verschwunden (Without a Trace, Fernsehserie, Episode 7x21)
- 2009: The Mentalist (Fernsehserie, Episode 1x19)
- 2009: Mental (Fernsehserie, Episode 1x02)
- 2010: My Family's Secret
- 2010: Castle (Fernsehserie, Episode 2x20 Die Late Night Jungs)
- 2011: Fatal Performance
- 2013: Masters of Sex (Fernsehserie, Episoden 1x02–1x03)
- 2014: About a Boy (Fernsehserie, Episode 2x08)
- 2015: Stalker (Fernsehserie, Episode 1x14)
- 2015: Gotham (Fernsehserie, Episode 1x18)
- 2018: Rent-An-Elf: Die Weihnachtsplaner (Rent-an-Elf, Fernsehfilm)
- 2025: Good American Family (Fernsehserie, 2 Folgen)